# Jok'Air
Jok'Air, de son vrai nom Melvin Félix Aka, né le 23 septembre 1991 à Paris 18e (France), est un chanteur et rappeur français d'origine ivoirienne. Il a commencé par être membre dans le groupe MZ en 2007, et à la suite de cela il va commencer sa carrière solo en 2017.

## Biographie

### Jeunesse
Melvin Félix Aka naît le 23 septembre 1991 dans le 18e arrondissement de Paris. Il grandit dans le 13e arrondissement à la cité du Chevaleret. Il décrit le 13e arrondissement comme le meilleur de Paris et celui qui l’a épanoui.

### Carrière

#### Débuts
Dès l'âge de quinze ans, il s'entraîne à rapper en clashant ses camarades. Davidson, son grand frère, décide de lui payer des sessions dans un studio d'enregistrement, ainsi qu'à certains de ses amis : Hache-P, Dehmo, Loka. Ils sont les membres originaux du groupe MZ.

#### MZ (2007 - 2016)
Entre 2007 et 2016, la MZ publie deux albums et six mixtapes avant de se séparer à la suite de mésententes entre les artistes et leur producteur. Brouillés avec Dehmo et Hache-P, Jok'air et Davidson quittent le groupe. Pour Jok'Air, cette séparation est un tournant non seulement musical mais aussi personnel car il le vit comme une trahison.

#### Carrière solo (depuis 2017)
Il commence sa carrière seul à partir du 20 janvier 2017 en sortant le titre C'est la guerre, extrait de son premier EP Big Daddy Jok, qui sortira un mois plus tard. Au cours de cette même année, il publie deux mixtapes : Je suis Big Daddy et Jok' Pololo. Au début de l'année 2018, il signe chez le label Play Two, et sort le 25 mai de la même année son premier album studio Jok'Rambo. Son deuxième album, Jok'Travolta, sort le 29 mars 2019. L'album est certifié disque d'or l'année suivante. Il est suivi par Jok'Chirac le 20 mars 2020.
Il participe régulièrement aux émissions de la webradio Radio Sexe diffusée sur Twitch hebdomadairement. Sur la chaîne BET, il lance sa propre téléréalité, qui se nomme Jok'Air in LA.
Annoncé le 21 octobre 2020, son quatrième album, intitulé VIe République, sort le 11 décembre 2020. La militante Assa Traoré pose au centre de la couverture de l'album, sous le drapeau tricolore, en présidente de la République.

## Discographie

### Mixtapes et EP
- 2017 : Big Daddy Jok

1. Big Daddy Jok
2. Si j'y vais fort
3. C'est la guerre
4. Abdomen
5. Squale (feat. Chich)
6. Indépendante (feat. Debbie Sparrow)
7. La mélodie des quartiers pauvres

- 2017 : Je suis Big Daddy

1. Je suis Big Daddy
2. G.
3. Moussa et Sarah (feat Emily Perry)
4. Mon bébé
5. Plus rien ne m'étonne (feat. Chich)
6. Yu-Gi-Oh
7. Le chemin de lucifer
8. Tragédie
9. Cigarette (feat. Serge Gainzbeur)
10. Brique Squad (feat. R.O.C)
11. Je ne sais pas  (feat. Pepside)
12. Tu me manque
13. Mariama
14. Anniversaire
15. Doucement
16. Fée

- 2017 : Jok'Pololo

1. Jok'Pololo
2. Hypocrite
3. Ce n'est pas serieux
4. Alborz
5. Des envies de meurtre

### Albums studio
- 2018 : Jok'Rambo (Play Two)

1. Alléluia (feat Chich)
2. Jok'Rambo
3. Mon survet
4. Maintenant
5. Aquarium
6. Kenan & Kel
7. Daddy (feat Lili Poe et Madame Monsieur)
8. La voix du bloc
9. Davidson
10. Ton pied mon pied
11. Téléphone
12. Numéro (feat Pepside et Zaina)
13. Cambrure
14. Le club brûle (feat Chich et R.O.C)
15. Halal ou casher
16. TSN
17. Au secours
18. L'étrangère [Bonus Track]

- 2019 : Jok'Travolta (La fièvre) (WM FR Affiliated/Play Two)

1. Chatelet Les Halles
2. La fiévre du samedi soir
3. Jeune papa (feat Leto et Kitsuné Kendra)
4. Hendrix du Tieks (feat KPoint et Cinco)
5. Mac (feat R.O.C)
6. Ocho Cinco (feat Siboy et M.O Thug)
7. Oui Monsieur (feat More-Back et Chich)
8. Tech9 (feat ISHA et Hatik)
9. Sex Drug Beluga (feat Ruskov, Juicy P et Hayce Lemsi)
10. Liqueur (feat Suky)
11. L'amour est dans le binks
12. 2sans25 (feat Mc One)
13. Juice (feat Jazzy Bazz)
14. Mille-feuilles (feat Le Juice)
15. Ta meuf est sèche (feat Gros Mo,S.Pri Noir)
16. J'turn up (feat Alkpote et Njd)
17. Gyrophare

1. Pour mes supporters
2. Jok'Travolta
3. Club des 27
4. Les yeux sont sur nous
5. 4-5 (feat R.O.C et Chich)
6. Bonbon à la menthe (feat'Mallaury)
7. Comme tu es (feat Alonzo)
8. Gangster & Gentleman (feat Laylow)
9. Jay'z & Beyoncé (feat Suky)
10. Las Vegas
11. Nos souvenirs (feat Chilla et Yseult)
12. Vincent Vega
13. Ola Ola (feat Sadek)
14. Scarla
15. Papa (feat La Dictatrice)
16. A la poursuite du bonheur
17. Du sang et des cendres
18. Radio sexe (Bonus Track)

- 2020 : Jok'Chirac (Play Two)

1. Crois en toi
2. Jok'Chirac
3. Money Time
4. Prends-moi cadeau
5. Nuit et jour
6. Autour de moi
7. Regarde au final
8. Loyal
9. Neuf
10. Cauchemar
11. Ne pleure pas
12. On ose
13. Jean (feat Chich et R.O.C)
14. Quai de la gare (feat Arma Jackson)
15. Tu me soupconnes (feat Celyane)
16. Sa maire aux mères (feat Diddi Trix,Sadek,Alkpote et Luv Resval)
17. La guerre ça coute cher
18. Jour de paye

### Apparition
- 2013 : Hyacinthe & L.O.A.S feat. Jok'air - Rap Game nuit sans fin (sur l'album Ne pleurez pas mademoiselle)
- 2013 : Hyacinthe feat. Jok'air et Aketo - Benetton Music (sur l'album Sur la route de l'Ammour)
- 2015 : Dj Weedim feat. Jok'air - La rivière du styx (sur l'album Boulangerie française)
- 2016 : Madame Monsieur feat Jok'air et Ibrahim Maalouf - Morts ou vifs (sur l'album Tandem)
- 2016 : Alkpote & Butter Bullets feat. Jok'air - Déjà mort (sur l'album Ténébreuse musique)
- 2016 : Kurtys feat. Jok'air - Samedi soir (sur l'EP Flowmotion)
- 2016 : Zayra feat. Jok'air - Il faut bien vivre (sur l'album Premier regard)
- 2016 : S.Pri Noir feat. Jok'air - La liste
- 2016 : Lil Contess feat. Jok'air - Ride
- 2017 : Sadek feat. Jok'air - La Tour (sur l'album #VVRDL)
- 2017 : Chich feat. Jok'air - Beaujolais
- 2017 : Hayce Lemsi feat. Jok'air - Week end (sur l'album Électron libre 2)
- 2017 : Chilla feat. Jok'air - Exil
- 2017 : Sneazzy feat. Jok'air et Laylow - Jenny from da Blocka (sur la mixtape Dieu benisse Supersound saison 3)
- 2017 : Butter Bullets feat. Jok'air - Timberland (sur l'album Air Mès et Hermax)
- 2017 : Deen Burbigo feat. Jok'air - Ma bande (sur l'album Grand cru)
- 2017 : Laylow feat. Jok'air - Gogo (sur l'album Digitalova)
- 2017 : Kpoint feat. Jok'air - Chambre 667 (sur l'album Trap'N'Roll)
- 2017 : Les Alchimistes feat Jok'air et Laylow - T'en veux encore (sur l'album Dans la loge)
- 2017 : Mac Tyer feat Jok'air - Elle m'a fait ça (sur l'album Banger 3)
- 2017 : Hyacinthe feat. Jok'air - Le regard qui brille (sur l'album Saran)
- 2017 : Hyacinthe feat. Jok'air - La nuit les étoiles
- 2017 : Jok'air - C'est tout pour moi (sur la Bande Original du film C'est tout pour moi)
- 2017 : Yanissa feat. Jok'air - Ride (sur l'album Yanissa)
- 2018 : CéCé feat. Jok'air - Ma Tour
- 2018 : Harry Fraud feat. Jok'air - Feux d'artifice (sur la compilation Brooklyn / Paris (Red Bull Music))
- 2018 : Dj Weedim feat. Jok'air - Brioche (sur l'album Boulangerie française Vol.2)
- 2018 : Myth Syzer feat. Jok'air - Voyou (sur l'album Bisous)
- 2018 : Alkpote feat. Jok'air et Chich - La reine du bal
- 2018 : Myth Syzer feat. Jok'air et Alkpote - Vilain (sur l'album Bisous Mortels)
- 2018 : Lili Poe feat. Jok'air - Les sirènes (sur l'album Amours fragiles)
- 2018 : Ol Kainry feat. Jok'air - Sonneper (sur l'album Raftel)
- 2018 : Canardo feat. Jok'air - Pas le choix (sur l'album Métamorphose)
- 2019 : Naar feat. Jok'air et Inkonnu - Mardi à Casablanca (sur l'album Safar)
- 2019 : Rdp feat. Jok'air - Tout la night
- 2019 : Tara McDonald feat. Jok'air - Skeletons
- 2019 : Leila Lanova feat. Jok'air - Bread
- 2019 : Shy'm feat. Jok'air - Amiants (sur l'album Agapé)
- 2019 : Chich feat. Jok'air - Nirvana (sur l'album Franzosisch)
- 2019 : Yseult feat. Jok'air - 5H (sur l'EP Noir)
- 2019 : Usky feat. Jok'air - Fossette (sur l'album Porte dorée saison 2)
- 2019 : A2h feat. Jok'air - Jeune voyou cherche love (sur l'album Seulement l'amour)
- 2020 : Dandyguel feat. Jok'air et Zetsu - Faux espoirs
- 2020 : Sedjiah feat. Jok'air - Fooort (sur Artchives (#streamezchezvous))
- 2020 : Laylow feat. Jok'air - PLUG (sur l'album Trinity)
- 2020 : Hatik feat. Jok'air - La meilleure (sur l'album Chaise pliante II)  Diamant
- 2020 : Amo feat. Jok'air - Bad
- 2020 : Tengo John feat. Jok'air - Désordre (sur l'album Temporada)
- 2020 : The Hop feat. Jok'air et Jazzy Bazz
- 2020 : Dandyguel feat. Jok'air et Zetsu - Faux espoirs (sur l'album Histoires Vraies)
- 2020 : Madame Monsieur feat. Jok'air - Comment ça va (sur l’album Tandem)
- 2020 : S-Pion feat. Jok'air - Merry Dior
- 2021 : Tsew The Kid feat. Jok'air - L'Orage (sur l'EP Béni et maudit)
- 2021 : Atanaz feat. Jok'air - Angel
- 2021 : Kelvyn Colt feat. Jok'air - Désolé
- 2021 : Denzo feat. Jok'air - Boule 8
- 2021 : Waxx feat. Jok'air - Show me love
- 2021 : Youssoupha feat. Jok'air - APRÈS-SOIRÉE (sur l'album NEPTUNE TERMINUS)
- 2021 : Todiefor feat. Jok'air - Génie (sur l'album 2011)
- 2021 : Hiro feat. Jok'air - Dea-leur (sur l'album Afro romance)
- 2021 : Slimka feat. Jok'air - Pas un euj (sur l'album Tunel Vision)
- 2021 : Minissia feat. Jok'air - Balkany (sur l'album Bushido)
- 2021 : AM La Scampia, Jok'air, Franglish, Carlito Brigante, 100 Blaze, Bolémvn, Jul, L'algérino, KeBlack, Solda - On a trop charbonné (sur la compilation Le classico organisé)
- 2022 : Prototype feat. Jok'air - Rick Owens
- 2022 : Tayc feat. Jok'air - Sorry Not Sorry
- 2022 : Youssoupha feat. Jok'air - APRES-SOIREE
- 2022 : Gros Mo feat. Jok'air - Mad Max
- 2022 : Ya Levis feat. Jok'air - Mode avion (sur l'album L'amour change le monde)
- 2022 : Bilk feat. Jok'air - J'aimerai que toi (sur l'album Salvador Dali)
- 2022 : Lyna Mahyem feat. Jok'air - Corner (sur l'album Authentic)
- 2022 : Sara Sofia feat Jok'air - Pesetas
- 2022 : Aron feat. Jok'air, Linema - Big Drip
- 2022 : Omizs feat. Jok'air - Party's Over (sur l'album Pictures Vol.1)
- 2022 : Vegedream feat. Jok'air, Marjinal - L'hiver dernier
- 2023 : Caballero & JeanJass feat. Jok'air, Sopico - La vie en vert (sur la mixtape High et Fines Herbes - Volume 2)
- 2023 : Alkpote feat. Jok'air, Luv Resval - Draps en sang (sur l'album LSDC)
- 2023 : Bramsito feat. Jok'air - Cheval Blanc (sur l'album Enchanté)
- 2023 : Le Juiice feat. Jok'air - ICY (sur l'album Trap Mama 2)
- 2023 : Chich feat. Jok'air - Milly Rock (sur l'album Mannschaft)
- 2023 : Karmen feat. Jok'air - Sur un air de Jul (sur l'album Motel Studio)
- 2024 : Mallaury feat. Jok'air - SHHT (sur l'album Love 66)

### Distinction
| Année           | Travail nommé | Catégorie                                         | Résultat   |
| --------------- | ------------- | ------------------------------------------------- | ---------- |
| BET Awards 2019 | Jok'air       | Best New International Act – (Fan Voted Category) | Nomination |